# Судија
Судија је физичко лице коме се поверава право и дужност да у одређеној спорној ситуацији сам или у садејству са другим судијама донесе одлуку којом се та спорна ситуација решава.
Појам судије обично се везује за право и спорт. У правном систему неке земље судија је постављени или изабрани појединац коме је поверено решавање спорова као појединцу или у саставу судских већа (види Скабински систем суђења), са учешћем или без њега још неких учесника у одлучивању (нпр. порота). Поред пирамиде државних судских органа, судије се могу јавити и у другим професионалним удружењима и удружењима грађана, где обављају функцију пресуђивања у саставу специјализованих недржавних судских органа. Такви су на пример судови части и етички судови у привредним коморама или удружењима новинара.
За судије у саставу судске власти као гране државне власти карактеристично је формално правно образовање, а у зависности од система и неки други услови везани за искуство или личне особине. Постоје и изузеци, тј. примери судија без правног образовања (нпр. у енглеском правосудном систему). Ово би требало разликовати од судија-поротника, где се већ у називу види да су у питању обични грађани. У великом броју земаља постоји обичај да судије носе посебне одоре (тоге), што би требало да указује на достојанственост њихове дужности и значај њиховог положаја.
Термин судија употребљава се у спорту да означи лице надлежно за санкционисање прекршаја правила игре током одређеног спортског дешавања (утакмице, борбе, трке и других спортских надметања). У зависности од спортске дисциплине број судија може да варира, а понекад се исти термин употребљава и за помоћнике судија.
Као синоним се често употребљава реч арбитар, што није нетачно и у суштини значи исто, али је у правној терминологији реч арбитар (и арбитража) везана за поступак у коме саме странке у поступку бирају одређено лице да пресуђује у њиховом спору.

## Судија као занимање
Судије морају бити у стању да истражују и обрађују велике количине докумената, сведочења сведока и другог материјала предмета, да разумеју сложене предмете и да поседују темељно разумевање закона и правне процедуре, што захтева одличне вештине у логичком закључивању, анализи и доношењу одлука. Одличне вештине писања су такође неопходне, с обзиром на коначност и ауторитет написаних докумената. Судије стално раде са људима; по природи посла, добро решавање спорова и међуљудске вештине су неопходни. Од судија се захтева да имају добар морални карактер, тј. да не сме да постоји историја злочина. Професионалне судије често уживају високе плате, у САД средња плата судија је 101.690 долара годишње, а савезне судије зарађују 208.000 до 267.000 долара годишње.

## Симболи канцеларије
У неким земљама, посебно у Комонвелту нација, судије носе перике. Дуга перика која се често повезује са судијама сада је резервисана за свечане прилике, иако је била део стандардне одеће у претходним вековима. На суду би се носила кратка перика која личи, али није идентична адвокатској перики (перика на клупи). Ова традиција се, међутим, у Британији постепено укида на некривичним судовима.

## Титуле и облици обраћања

### Европа

#### Финска
Не постоји посебан облик обраћања; обична учтивост је довољна и процедури недостају тајанствени ритуали. Сходно томе, председник већа се ословљава са herra/rouva puheenjohtaja („господин/госпођа председавајући“). Финске судије користе чекиће, али ни у једном финском суду не постоје огртачи или плаштови.

#### Ирска
Судије Врховног суда, Апелационог суда или Вишег суда званично се зову часни господин/госпођа/госпођица судија [презиме], а неформално се скраћено називају г/гђ судија презиме. На суду се ословљавају било према својим титулама или стиловима, као суд (An Chúirt), или једноставно судија (A Bhreithimh). У правним извештајима, главни судија Ирске има постноминал CJ, председници осталих судова имају постноминал P, а све остале судије J, нпр. Smith J.

#### Румунија
У Румунији се судије током суђења ословљавају са Onorata Instanta (ваш часни).

#### Русија
У Русији се ваша част (рус. Ваша Честь) користи за кривичне предмете са само једним председавајућим судија. За грађанске, привредне и кривичне предмете којима председава веће судије права адреса је часни суд.

### Северна Америка

#### Канада
Уопштено говорећи, канадским судијама се може обраћати директно, у зависности од провинције, са „мој лорде“, „моја дамо“, „ваша висости“ или „праведниче“ и формално се називају у трећем лицу као „часни господин (или госпођа) судија 'Име Презиме'“. Мање формално, судије вишег суда се називају „праведник 'презиме'“, а не „судија 'презиме'“. Када се помињу у одлуци суда, титуле судија се често скраћују на суфикс „J.“, тако да ће се судија Смит називати Smith J. Судије у неким вишим судовима се ословљавају са „мој лорде“ или „моја госпођо“. У Онтарију, судије се ретко помињу као „мој лорде“ или „моја дамо“, већ само као „ваша висости“ у Високом суду правде Онтарија. Раније су се преводи ових титула као што су Votre Honneur („ваша част“) или Votre Seigneurie („ваше господство“) користили на француском; данас се званично користе само Monsieur le juge и Madame la juge. И титуле судија и „праведник” преводе се као судија.

### Океанија

#### Аустралија
У Аустралији се судије и, од 2007. године, судије за прекршаје, свих јурисдикција, укључујући Високи суд Аустралије, сада ословљавају са „ваша висости“. У правном контексту, они се помињу као „његова/њена част” и „часни судија [презиме]” (за судије виших судова) или „његов/њен часни судија [презиме]” (за ниже судове). Изван правног контекста, формални термини обраћања су „судија” (за ниже судије) или „главни судија” (за главне судије).
Назив за већину нижих судија је „праведник”, што је скраћено у правним извештајима на постноминално „J”, у облику „презиме Ј”. Главне судије вишег суда и државних врховних судова називају се „главни судија“, што је у законским извештајима скраћено на постномијски „CJ“. Судије у државним врховним судовима са посебним одељењем Апелационог суда (Нови Јужни Велс, Викторија, Квинсленд и Западна Аустралија) се називају преведници/судије за жалбе (скраћено „презиме JA“), док се председник Апелационог суда се помиње као „председник“ (скраћено „презиме P“).

#### Нови Зеланд
На Новом Зеланду, судије Окружног суда Новог Зеланда генерално се називају „његова/њена част“ или „господин/госпођа“. Судије Вишег суда, Апелационог суда и Врховног суда називају се „праведник [презиме]“. У друштвеним окружењима, прикладно је користити „судија”" у свим случајевима.